# Iguanidae
Gli Iguanidi (Iguanidae Oppel, 1811) sono una famiglia di sauri che comprende 38 specie  comunemente chiamate iguane.

## Descrizione
Ciò che distingue gli iguanidi dagli altri lacertiformi  è la dentatura, disposta internamente nella mandibola ed un più resistente esoscheletro a livello del muso.

## Biologia
Questi rettili sono principalmente ovipari.

## Tassonomia
La famiglia Iguanidae comprende 8 generi e 38 specie:
- Amblyrhynchus Bell, 1825
  - Amblyrhynchus cristatus Bell, 1825 - iguana marina
- Brachylophus
  - Brachylophus bulabula Fisher & Harlow, Edwards & Keogh, 2008
  - Brachylophus fasciatus (Brongniart, 1800) - iguana fasciata delle Figi
  - Brachylophus vitiensis Gibbons, 1981 - iguana crestata delle isole Figi
- Conolophus Fitzinger, 1843
  - Conolophus marthae Gentile & Snell, 2009 - iguana rosa
  - Conolophus pallidus Heller, 1903 - iguana terricola di Santa Fé
  - Conolophus subcristatus (Gray, 1831) - iguana terrestre delle Galápagos
- Ctenosaura
  - Ctenosaura acanthura (Shaw, 1802)
  - Ctenosaura alfredschmidti Köhler, 1995
  - Ctenosaura bakeri Stejneger, 1901
  - Ctenosaura clarki Bailey, 1928
  - Ctenosaura defensor (Cope, 1866)
  - Ctenosaura flavidorsalis Köhler & Klemmer, 1994
  - Ctenosaura hemilopha (Cope, 1863)
  - Ctenosaura melanosterna Buckley, 1997
  - Ctenosaura oaxacana Köhler & Hasbun, 2001
  - Ctenosaura oedirhina De Queiroz, 1987
  - Ctenosaura palearis Stejneger, 1899
  - Ctenosaura pectinata (Wiegmann, 1834)
  - Ctenosaura praeocularis Hasbún & Köhler, 2009
  - Ctenosaura quinquecarinata (Gray, 1842)
  - Ctenosaura similis (Gray, 1831) - iguana nera
- Cyclura
  - Cyclura carinata Harlan, 1824
  - Cyclura collei Gray, 1845
  - Cyclura cornuta (Bonnaterre, 1789)
  - Cyclura cychlura (Cuvier, 1829)
  - Cyclura lewisi (Grant, 1940)
  - Cyclura nubila (Gray, 1831)
  - Cyclura pinguis Barbour, 1917
  - Cyclura ricordi (Duméril & Bibron, 1837)
  - Cyclura rileyi Stejneger, 1903
- Dipsosaurus
  - Dipsosaurus dorsalis (Baird & Girard, 1852) - iguana del deserto
- Iguana Laurenti, 1768
  - Iguana delicatissima Laurenti, 1768
  - Iguana iguana (Linnaeus, 1758) - iguana dai tubercoli, iguana verde o iguana comune
- Sauromalus
  - Sauromalus ater Duméril, 1856
  - Sauromalus hispidus Stejneger, 1891
  - Sauromalus klauberi Shaw, 1941
  - Sauromalus slevini Van Denburgh, 1922
  - Sauromalus varius Dickerson, 1919